# Slick (Oklahoma)
Slick is een plaats (town) in de Amerikaanse staat Oklahoma, en valt bestuurlijk gezien onder Creek County.

## Demografie
Bij de volkstelling in 2000 werd het aantal inwoners vastgesteld op 148.
In 2006 is het aantal inwoners door het United States Census Bureau geschat op 150, een stijging van 2 (1,4%).

## Geografie
Volgens het United States Census Bureau beslaat de plaats een oppervlakte van
1,1 km², geheel bestaande uit land. Slick ligt op ongeveer 224 m boven zeeniveau.

## Plaatsen in de nabije omgeving
De onderstaande figuur toont nabijgelegen plaatsen in een straal van 24 km rond Slick.